# Anton Lundell
Anton Lundell (né le 3 octobre 2001 à Espoo en Finlande) est un joueur professionnel finlandais de hockey sur glace. Il évolue au poste de centre.

## Biographie

### Carrière en club
Formé à l'Espoon Palloseura, il rejoint les équipes de jeunes du HIFK. Il commence avec l'équipe première dans la Liiga en 2018-2019. Lors du repêchage d'entrée dans la LNH 2020, il est choisi au 1er tour, à la 12e position au total par les Panthers de la Floride. Le 14 octobre 2021, il joue son premier match dans la Ligue nationale de hockey avec les Panthers face aux Penguins de Pittsburgh. Le 19 octobre 2021, il marque son premier but et sa première assistance dans la LNH face au Lightning de Tampa Bay.
Il remporte la Coupe Stanley 2024 avec les Panthers de la Floride.

### Carrière en équipe nationale
Il représente la Finlande au niveau international. Il prend part aux sélections jeunes.

## Statistiques

### En club
| Saison     | Équipe                 | Ligue          |     | Saison régulière | Saison régulière | Saison régulière | Saison régulière | Saison régulière |   | Séries éliminatoires | Séries éliminatoires | Séries éliminatoires | Séries éliminatoires | Séries éliminatoires |
| Saison     | Équipe                 | Ligue          | PJ  | B                | A                | Pts              | Pun              | PJ               | B | A                    | Pts                  | Pun                  |                      |                      |
| 2017-2018  | HIFK U20               | Jr. A SM-Liiga | 22  | 8                | 12               | 20               | 6                | 9                | 1 | 1                    | 2                    | 4                    |                      |                      |
| 2018-2019  | HIFK U20               | Jr. A SM-Liiga | 10  | 6                | 9                | 15               | 6                | -                | - | -                    | -                    | -                    |                      |                      |
| 2018-2019  | HIFK                   | Liiga          | 38  | 9                | 10               | 19               | 8                | 12               | 0 | 0                    | 0                    | 29                   |                      |                      |
| 2019-2020  | HIFK                   | Liiga          | 44  | 10               | 18               | 28               | 18               | -                | - | -                    | -                    | -                    |                      |                      |
| 2020-2021  | HIFK                   | Liiga          | 26  | 16               | 9                | 25               | 12               | 8                | 1 | 2                    | 3                    | 4                    |                      |                      |
| 2021-2022  | Panthers de la Floride | LNH            | 65  | 18               | 26               | 44               | 18               | 9                | 1 | 0                    | 1                    | 2                    |                      |                      |
| 2022-2023  | Panthers de la Floride | LNH            | 73  | 12               | 21               | 33               | 43               | 21               | 2 | 8                    | 10                   | 2                    |                      |                      |
| 2023-2024  | Panthers de la Floride | LNH            | 78  | 13               | 22               | 35               | 46               | 24               | 3 | 14                   | 17                   | 12                   |                      |                      |
| Totaux LNH | Totaux LNH             | Totaux LNH     | 216 | 43               | 69               | 112              | 107              | 54               | 6 | 22                   | 28                   | 16                   |                      |                      |

### En équipe nationale
| Année | Équipe           | Compétition                                |    | PJ | B | A  | Pts | Pun                |  | Résultat |
| 2017  | Finlande -17 ans | Défi mondial des moins de 17 ans de hockey | 5  | 3  | 4 | 7  | 0   | 6e place           |  |          |
| 2018  | Finlande -18 ans | Championnat du monde -18 ans               | 7  | 2  | 4 | 6  | 2   | Médaille d'or      |  |          |
| 2018  | Finlande -18 ans | Hlinka-Gretzky moins de 18 ans             | 4  | 1  | 1 | 2  | 16  | 7e place           |  |          |
| 2019  | Finlande junior  | Championnat du monde junior                | 7  | 1  | 3 | 4  | 0   | Médaille d'or      |  |          |
| 2019  | Finlande -18 ans | Championnat du monde -18 ans               | 5  | 2  | 2 | 4  | 6   | 7e place           |  |          |
| 2021  | Finlande junior  | Championnat du monde junior                | 7  | 6  | 4 | 10 | 4   | Médaille de bronze |  |          |
| 2021  | Finlande         | Championnat du monde                       | 10 | 4  | 3 | 7  | 4   | Médaille d'argent  |  |          |
| 2025  | Finlande         | Confrontation des 4 nations                | 3  | 1  | 0 | 1  | 0   | 4e place           |  |          |

## Trophées et honneurs personnels

### Ligue nationale de hockey
- 2021-2022 : nommé recrue du mois de janvier
- 2023-2024 : remporte la Coupe Stanley avec les Panthers de la Floride